# Will Hoy

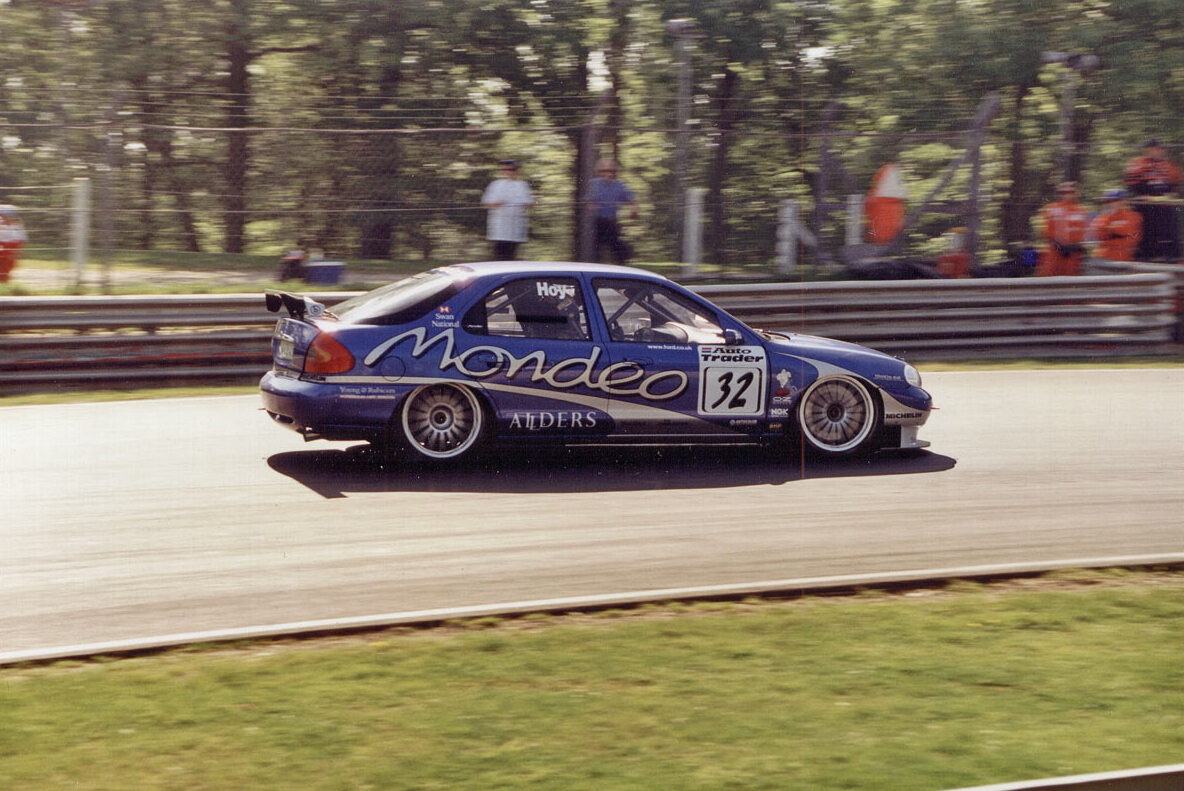
Will Hoy bakom ratten på en Ford Mondeo under 1998 års British Touring Car Championship

Will Hoy, född 2 april 1953 i Royston i Hertfordshire, död 19 december 2002 i London, var en brittisk racerförare.
Hoy har kört bland annat Le Mans 24-timmars. 1991 vann han British Touring Car Championship i en BMW och 1992 kom han på andra plats i mästerskapet, den här gången körde han i Toyota. Hoy körde i BTCC 1999 och kom som bäst på en fjärde plats.
1999 körde han också två lopp i FIA GT.
Den 19 december 2002 gick Will Hoy bort efter en kort tids sjukdom endast 50 år gammal.